# SPRYD4
SPRYD4 (англ. SPRY domain containing 4) – білок, який кодується однойменним геном, розташованим у людей на 12-й хромосомі. Довжина поліпептидного ланцюга білка становить 207 амінокислот, а молекулярна маса — 23 129.
| 10         |  | 20         |  | 30         |  | 40         |  | 50         |
| ---------- |  | ---------- |  | ---------- |  | ---------- |  | ---------- |
| MALLFARSLR |  | LCRWGAKRLG |  | VASTEAQRGV |  | SFKLEEKTAH |  | SSLALFRDDM |
| GVKYGLVGLE |  | PTKVALNVER |  | FREWAVVLAD |  | TAVTSGRHYW |  | EVTVKRSQQF |
| RIGVADVDMS |  | RDSCIGVDDR |  | SWVFTYAQRK |  | WYTMLANEKA |  | PVEGIGQPEK |
| VGLLLEYEAQ |  | KLSLVDVSQV |  | SVVHTLQTDF |  | RGPVVPAFAL |  | WDGELLTHSG |
| LEVPEGL    |  |            |  |            |  |            |  |            |

A: Аланін

C: Цистеїн

D: Аспарагінова кислота

E: Глутамінова кислота

F: Фенілаланін

G: Гліцин

H: Гістидин

I: Ізолейцин

K: Лізин

L: Лейцин

M: Метіонін

N: Аспарагін

P: Пролін

Q: Глутамін

R: Аргінін

S: Серин

T: Треонін

V: Валін

W: Триптофан

Задіяний у такому біологічному процесі, як ацетилювання. 